# Амфимакр
Амфима́кр (др.-греч. ἀμφίμακρος «обоюдно-долгий»), иначе кре́тик (др.-греч. κρητικός «критская <стопа>») — античная квантитативная трёхсложная стопа (—U—), обратная амфибрахию (U—U).
В ранней русской стиховедческой терминологии (например, у Георгия Шенгели) амфимакром называлась стопа дактиля или анапеста со сверхсхемным несмежным ударением (то есть падающим на первый слог стопы анапеста или на третий слог стопы дактиля):

Там, в ночной завывающей стуже…
— Александр Блок
— стих трёхстопного анапеста с амфимакром в первой стопе.
(—U— —U—)
Та́м в большо́м не́бе све́т
(—U— —U—)
И́м всегда́ я́ согре́т
(—U— —U—)
И́ в во все́м ми́ре не́т
(—U— —U— —U—)
Ме́ста где́ бу́ду я́ не оде́т
Использование кретика встречается и в немецкой поэзии (например, в «Перепелиной вахте» из «Волшебного рога мальчика»).